# Ivo Martinović
Ivo Martinović (Županja, 28. lipnja 1965.) prelat je Katoličke Crkve i drugi biskup požeški.

## Životopis
Hrvatski je katolički svećenik iz provincije Franjevaca trećoredaca glagoljaša. Odrastao je u Tolisi u Bosni i Hercegovini. Redovničke zavjete polaže 1990., đakonom postaje 1992., a prezbiterom 1992. godine.  Od 1993. do 2001. vikar je u Župe Svete obitelji u Splitu i vjeroučitelj u osnovnoj školi. U Zadru je od 2001. do 2005. bio samostanski poglavar i župnik, a od 2011. do 2013. župni vikar u Župi sv. Ivana Krstitelja. Magistrirao je 2011. godine na Papinskom lateranskom sveučilištu u Rimu. Samostanski je poglavar i odgojitelj u Malom sjemeništu Samostana sv. Josipa u Splitu od 2013. do 2017. i župnik Župe Svete obitelji. Bio je provincijal franjevaca trećoredaca glagoljaša od 2017. do 2024. godine.

## Biskupstvo
Papa Franjo imenovao ga je požeškim biskupom dana 11. ožujka 2024. nakon što je prihvatio odreknuće mons. Antuna Škvorčevića zbog navršene kanonske dobi.